# Villa Verde (Texas)
Villa Verde es un lugar designado por el censo ubicado en el condado de Hidalgo en el estado estadounidense de Texas. Según el censo de 2020, tiene una población de 711 habitantes.
Forma parte del área metropolitana de McAllen-Edinburgh-Mission. 

## Geografía
Villa Verde está ubicado en las coordenadas 26°7′49″N 97°59′44″O / 26.13028, -97.99556 (26.130341, -97.995581). Según la Oficina del Censo de los Estados Unidos, tiene una superficie total de 0.8 km², correspondientes en su totalidad a tierra firme.

## Demografía
Según el censo de 2020, hay 711 personas residiendo en Villa Verde. La densidad de población es de 889 hab./km². El 38.96% de los habitantes son blancos, el 0.14% es afroamericano, el 0.98% son asiáticos, el 19.69% son de otras razas y el 40.23% son de una mezcla de razas. Del total de la población, el 96.77% son hispanos o latinos de cualquier raza.